# Austrocedrus chilensis
Austrocedrus chilensis är en cypressväxtart som först beskrevs av David Don, och fick sitt nu gällande namn av Rodolfo Emilio Giuseppe Pichi Sermolli och Bizzarri. Austrocedrus chilensis ingår i släktet Austrocedrus och familjen cypressväxter. IUCN kategoriserar arten globalt som sårbar. Inga underarter finns listade i Catalogue of Life.

## Bildgalleri

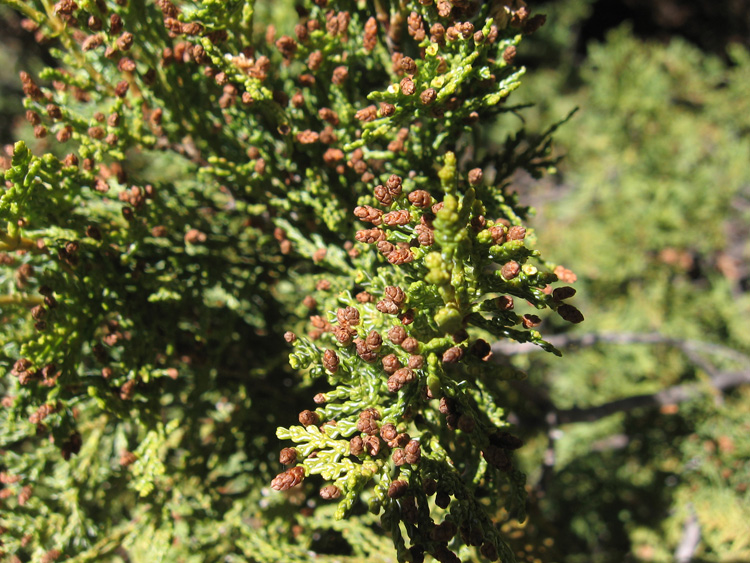
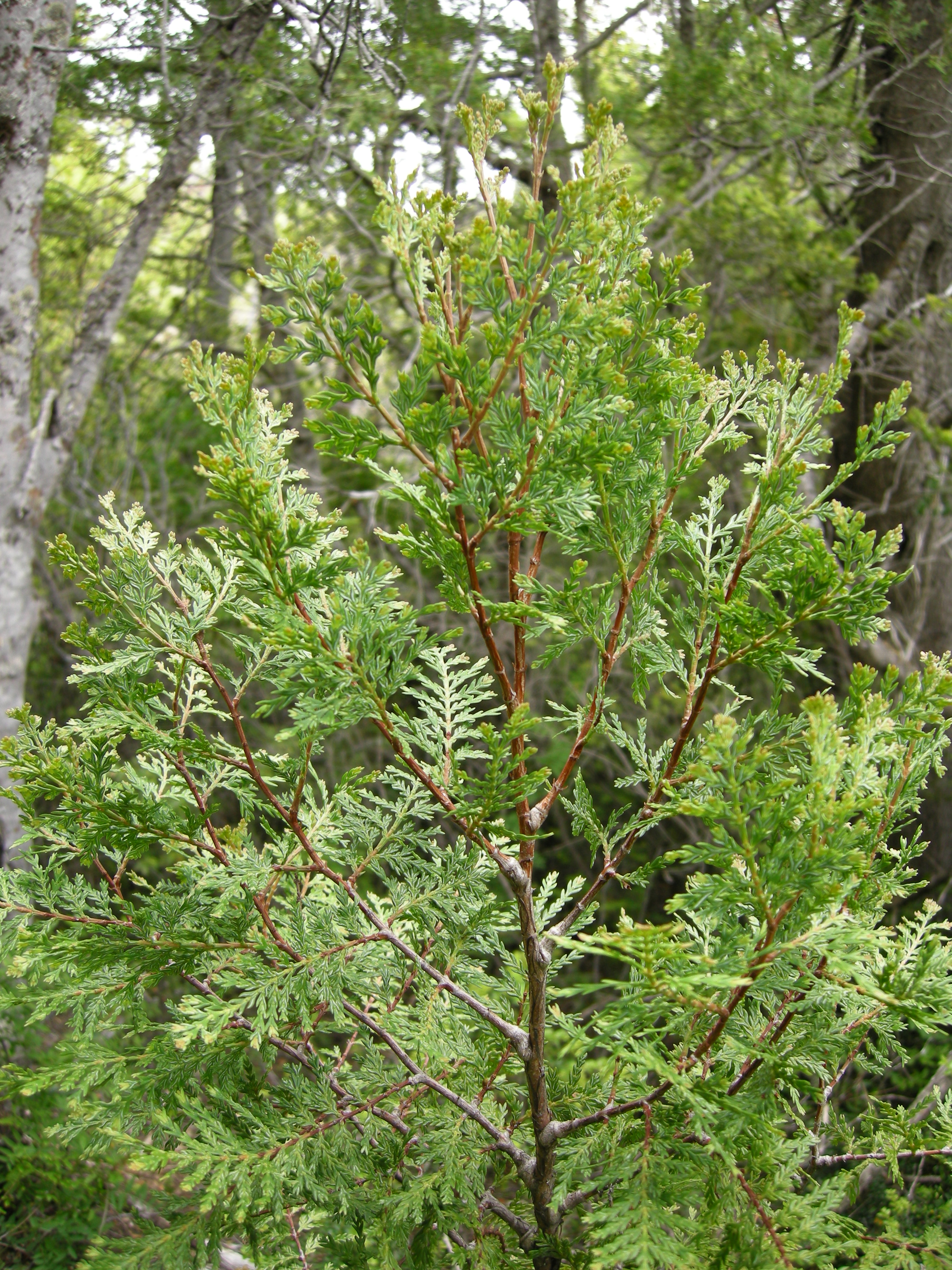
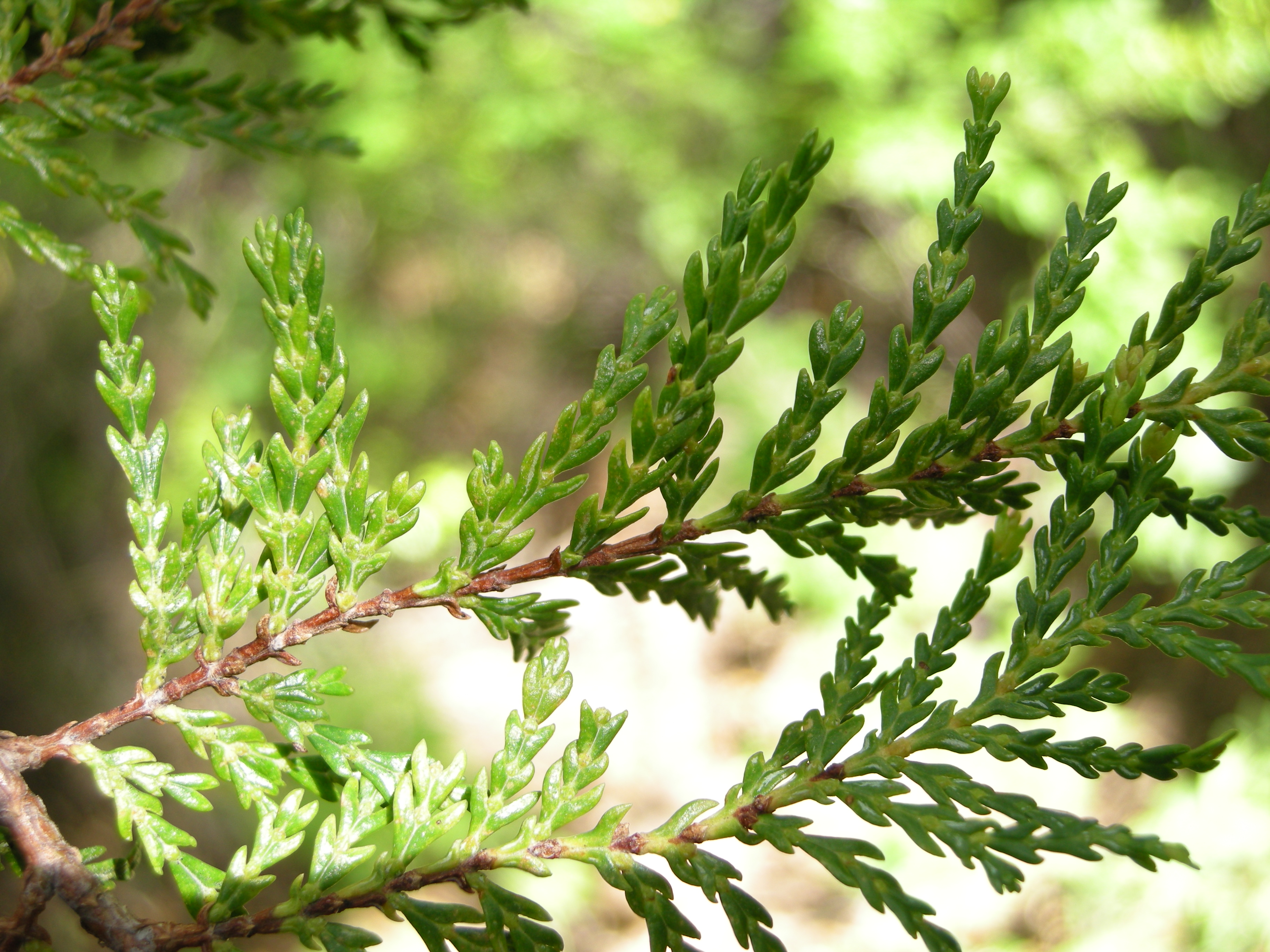
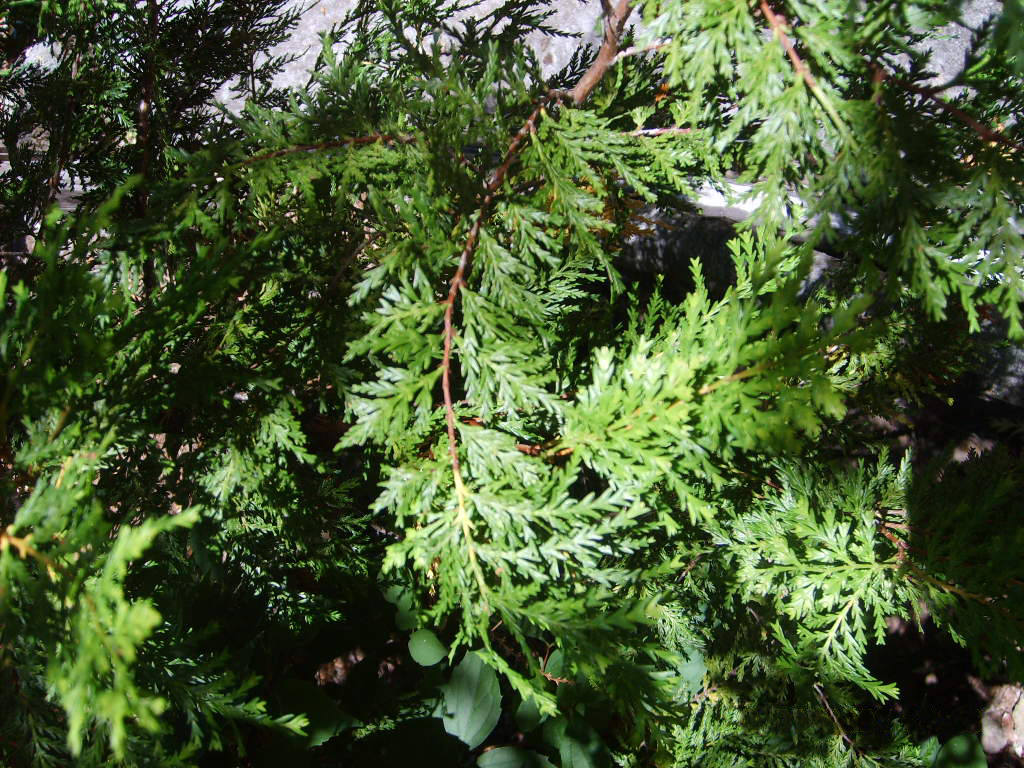
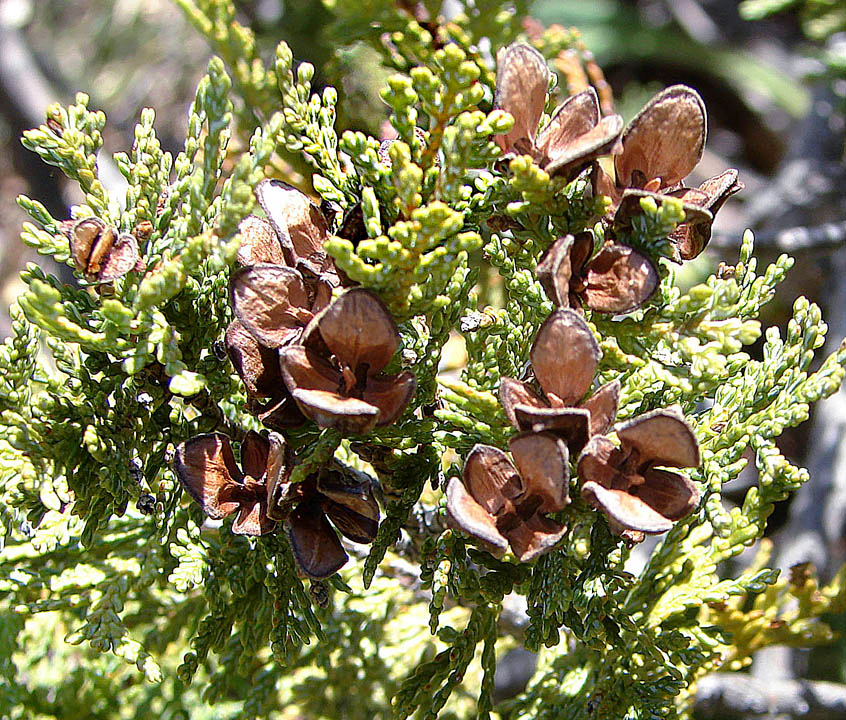
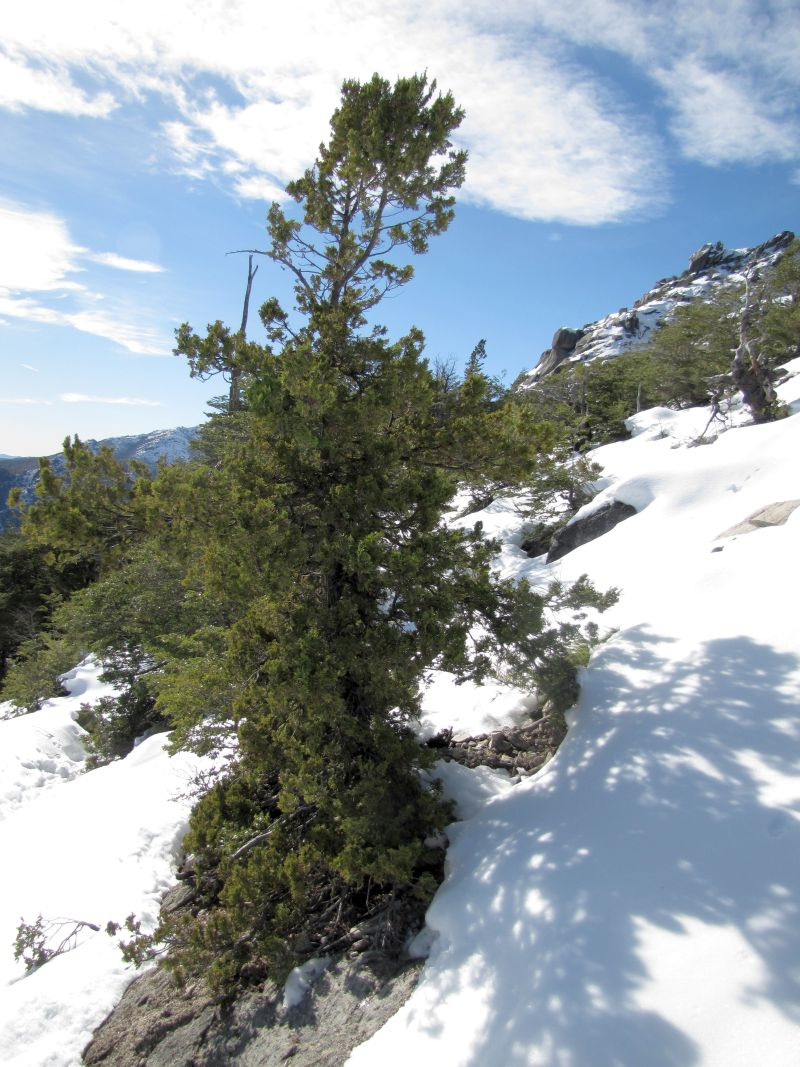